# Club Español de Madrid
Le Club Español de Madrid était un club de football basé à Madrid. Le club a été fondé en 1900 et a subi en 1902 une division : Le Club Español de Madrid et le Real Madrid. Club Español remporta par la suite le Campeonato Regional Centro en 1904 et 1909.
Le Club Español est l'un des premiers clubs à intégrer dans son nom une mention sur l'Espagne. D'autres l'ont fait tel que Sociedad Gimnástica Española de Madrid.

## Premières années
Le football est introduit par des professeurs et des étudiants de la Institución Libre de Enseñanza. En 1895, il y a la fondation de Football Sky, un club amateur jouant les dimanches matins à Moncloa. En 1900, le club se divise et en émergent deux clubs : Le New Foot-Ball de Madrid et le Club Español de Madrid. Le premier président du club fut Julián Palacios. En 1902, Palacios contribua à la formation de la Sociedad Madrid FC, qui évolua plus tard sous le nom de Real Madrid.

## Coupe du Roi 1904
En 1904, le club madrilène remporte une ligue régionale, la Campeonato Regional Centro, utilisée pour nommer les qualifiés à la Coupe du Roi 1904.

## Finaliste de la Coupe du Roi
En 1909 et 1910, le club accroche la finale à deux reprises.

## Palmarès
- Coupe du Roi: 3
  - Finalistes : 1904, 1909, 1910
- Campeonato Regional Centro: 2
  - Vainqueurs : 1904, 1909